# Julien Leghait
Julien Leghait (* 23. März 1994 in Valenciennes) ist ein französischer Fußballspieler.

## Vereinskarriere
Leghait begann das Fußballspielen bei einem kleinen Klub aus Valenciennes, bevor er 2003 in die Jugendabteilung des Profivereins FC Valenciennes wechselte. Nach vier Jahren in Valenciennes ging er 2007 zum nahegelegenen Konkurrenten RC Lens, wo er 2011 in die Reservemannschaft aufrücken konnte. Für die Viertligamannschaft erzielte er in seiner ersten Spielzeit fünf Tore in elf Spielen und wurde zu Beginn der Saison 2012/13 erstmals für die Profimannschaft berücksichtigt. Beim zweiten Saisonspiel am 3. August 2012 gelang ihm sein Profidebüt in der Zweitligamannschaft, als er in der 89. Minute eingewechselt wurde. Im Anschluss an die Begegnung unterschrieb der damals 18-Jährige einen über zwei Jahre laufenden Profivertrag. Leghait kam in seinem ersten Jahr als Profi zwar auf weitere Kurzeinsätze in der ersten Mannschaft, lief aber weiterhin hauptsächlich für die Reserve auf.

## Nationalmannschaft
Der Spieler verbuchte seines ersten Einsatz im Trikot der französischen U-18-Auswahl, als er am 22. Mai 2012 beim 3:0 gegen Finnland im Aufgebot stand und in der 69. Minute eingewechselt wurde. Bei einem weiteren Spiel gegen Finnland zwei Tage später, das mit 3:1 endete, erzielte Leghait einen Treffer. Dies blieben seine beiden einzigen Einsätze für die U-18. Für eine Partie der U-19 im September gegen die Schweiz wurde er berücksichtigt, konnte jedoch keinen Einsatz verbuchen.

## Webarchiv
- Julien Leghait in der Datenbank der Fédération Française de Football (französisch)